# Abraham H. Schenck
Abraham Henry Schenck (* 22. Januar 1775 in Matteawan (heute Beacon), Provinz New York; † 1. Juni 1831 in Fishkill, New York) war ein US-amerikanischer Politiker. Zwischen 1815 und 1817 vertrat er den Bundesstaat New York im US-Repräsentantenhaus.

## Werdegang
Abraham Henry Schenck wurde ungefähr drei Monate vor dem Ausbruch des Unabhängigkeitskrieges in Matteawan geboren. Er erhielt eine ausgiebige englische Schulbildung. Danach ging er der Herstellung von Maschinen nach. Zwischen 1804 und 1806 saß er in der New York State Assembly. Als Gegner einer zu starken Zentralregierung schloss er sich der von Thomas Jefferson gegründeten Demokratisch-Republikanischen Partei an. Bei den Kongresswahlen des Jahres 1814 wurde er im vierten Wahlbezirk von New York in das US-Repräsentantenhaus in Washington, D.C. gewählt, wo er am 4. März 1815 die Nachfolge von Thomas J. Oakley antrat. Er schied nach dem 3. März 1817 aus dem Kongress aus. Danach ging er der Herstellung von Baumwollwaren nach. Er starb am 1. Juni 1831 in Fishkill und wurde auf dem Dutch Reform Churchyard in Beacon beigesetzt. Der Kongressabgeordnete Isaac Teller war sein Neffe.